# The Comeback (football américain)
The Comeback (également connu sous le nom de The Choke ou 35-3) est le nom donné au match de football américain de National Football League (NFL) joué le 3 janvier 1993 au Rich Stadium à Orchard Park dans l'état de New York. 
Le match met en présence les Bills de Buffalo et les Oilers de Houston à l'occasion du tour de wild card des séries éliminatoires de la saison 1992. 
Menés 35 à 3, les Bills ont remonté un déficit de 32 points pour remporter le match au cours de la prolongation sur le score de 41 à 38, réussissant ainsi la plus grande remontée de l'histoire de la NFL.

## Résumé du match
| QT            | Équipe        | Description de l'action                                                                                                   | Score | Score |
| ------------- | ------------- | --- | ----- | ----- |
| QT            | Équipe        | Description de l'action                                                                                                   | HOU   | BUF   |
| 1             | HOU           | Touchdown du WR Haywood Jeffires à la suite d'une passe de 3 yards de QB Warren Moon (transformation par K Al Del Greco)  | 7     | 0     |
| 1             | BUF           | Field goal de 36 yards par K Steve Christie                                                                               | 7     | 3     |
| 2             | HOU           | Touchdown du WR Webster Slaughter à la suite d'une passe de 7 yards du QB Warren Moon (transformation par K Al Del Greco) | 14    | 3     |
| 2             | HOU           | Touchdown du WR Curtis Duncan à la suite d'une passe de 26 yards du QB Warren Moon (transformation par K Al Del Greco)    | 21    | 3     |
| 2             | HOU           | Touchdown du WR Haywood Jeffires à la suite d'une passe de 27 yards du QB Warren Moon (transformation par K Al Del Greco) | 28    | 3     |
| 3             | HOU           | Touchdown du DB Bubba McDowell à la suite d'un retour d'interception de 58 yards (transformation par K Al Del Greco)      | 35    | 3     |
| 3             | BUF           | Touchdown du RB Kenneth Davis à la suite d'une course de 1 yard (transformation par K Steve Christie)                     | 35    | 10    |
| 3             | BUF           | Touchdown du WR Don Beebe à la suite d'une passe de 38 yards du QB Frank Reich (transformation par K Steve Christie)      | 35    | 17    |
| 3             | BUF           | Touchdown du WR Andre Reed à la suite d'une passe de 26 yards du QB Frank Reich (transformation par K Steve Christie)     | 35    | 24    |
| 3             | BUF           | Touchdown du WR Andre Reed à la suite d'une passe de 18 yards du QB Frank Reich (transformation par K Steve Christie)     | 35    | 31    |
| 4             | BUF           | Touchdown du WR Andre Reed à la suite d'une passe de 17 yards du QB Frank Reich (transformation par K Steve Christie)     | 35    | 38    |
| 4             | HOU           | Field goal de 26 yards par K Al Del Greco                                                                                 | 38    | 38    |
| ET            | BUF           | Field goal de 32 yards par K Steve Chrisite                                                                               | 38    | 41    |
| Score final : | Score final : | Score final : | 38    | 41    |

## Postérité
En surmontant un déficit de 32 points, les Bills ont complété la plus grande remontée de l'histoire de la NFL. Les Bills ont par la suite vaincu les Steelers de Pittsburgh 24 à 3 et les Dolphins de Miami 29 à 10 en phase finale, avant de s'incliner lors du Super Bowl XXVII contre les Cowboys de Dallas par le score de 52 à 17, perdant ainsi un troisième Super Bowl consécutif. 
Le match est désigné no 1 du Top 10 (en) des dix meilleurs "comebacks" des matchs NFL .
Le lendemain après leur défaite face aux Bills, les Oilers ont congédié leur coordinateur défensif Jim Eddy et l'entraîneur des defensive backs Pat Thomas.
Si cette remontée des Bills fait la joie à Buffalo, c'est tout le contraire pour la ville de Houston, là où ce match est surnommé The Choke à cause de l'effondrement des Oilers à la suite d'une très grande avance en début de troisième quart.
En commémoration de cette partie, la chaussure droite du kicker des Bills Steve Christie, qui a inscrit le field goal décisif en période de prolongation, est conservée au Pro Football Hall of Fame de Canton dans l'Ohio.
Le 25 septembre 2011, les Bills, menés 0 à 21, reviennent également au score pour battre finalement 34 à 31 les Patriots de la Nouvelle-Angleterre. Lorsque Rian Lindell (en) transforme un field goal à la toute fin du match, le commentateur radio John Murphy (en) surnomme avec enthousiasme cette victoire comme le plus grand Comeback depuis The Comeback ("The greatest comeback since The Comeback!").